# Bosel und Elbhänge nördlich Meißen

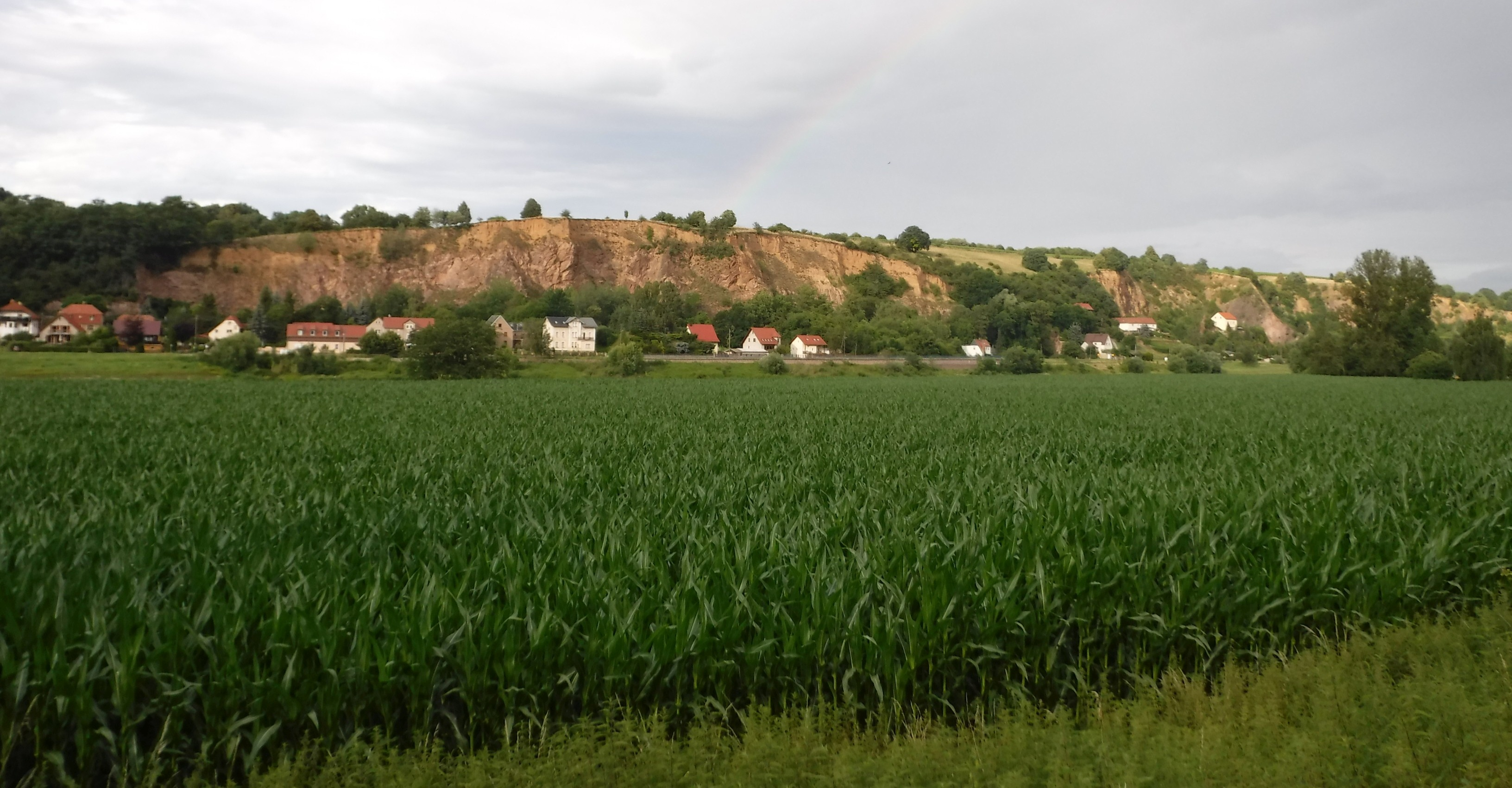
Einzelgebiet 5 „Elbhänge bei Karpfenschänke“, Blick aus Keilbusch (Diera-Zehren)

Das 157 Hektar große Fauna-Flora-Habitat(FFH)-Gebiet Bosel und Elbhänge nördlich Meißen (Natura-2000-Gebiet, EU-Meldenummer: DE4746303, Landesinterne Nummer: 167) ist zweigeteilt und befindet sich nordwestlich und südöstlich von Meißen. Laut offizieller Gebietsbeschreibung handelt es sich um „südwestexponierte Steilhänge des Elbdurchbruchtales bei Meißen mit Felsköpfen, aufgelassenen Steinbrüchen und bergseitigen Lößplateaus, Trockenwäldern, Magerrasen und stellenweise extensivem Weinbau“.

## Geschichte
Im Juni 2002 erfolgte der Vorschlag an die Europäische Kommission, das Gebiet in die Liste der Gebiete von gemeinschaftlicher Bedeutung aufzunehmen. Daraus resultierte im Dezember 2004 die Bestätigung. Seit April 2011 ist das Gebiet als Besonderes Erhaltungsgebiet (BEG) ausgezeichnet.

## Lage

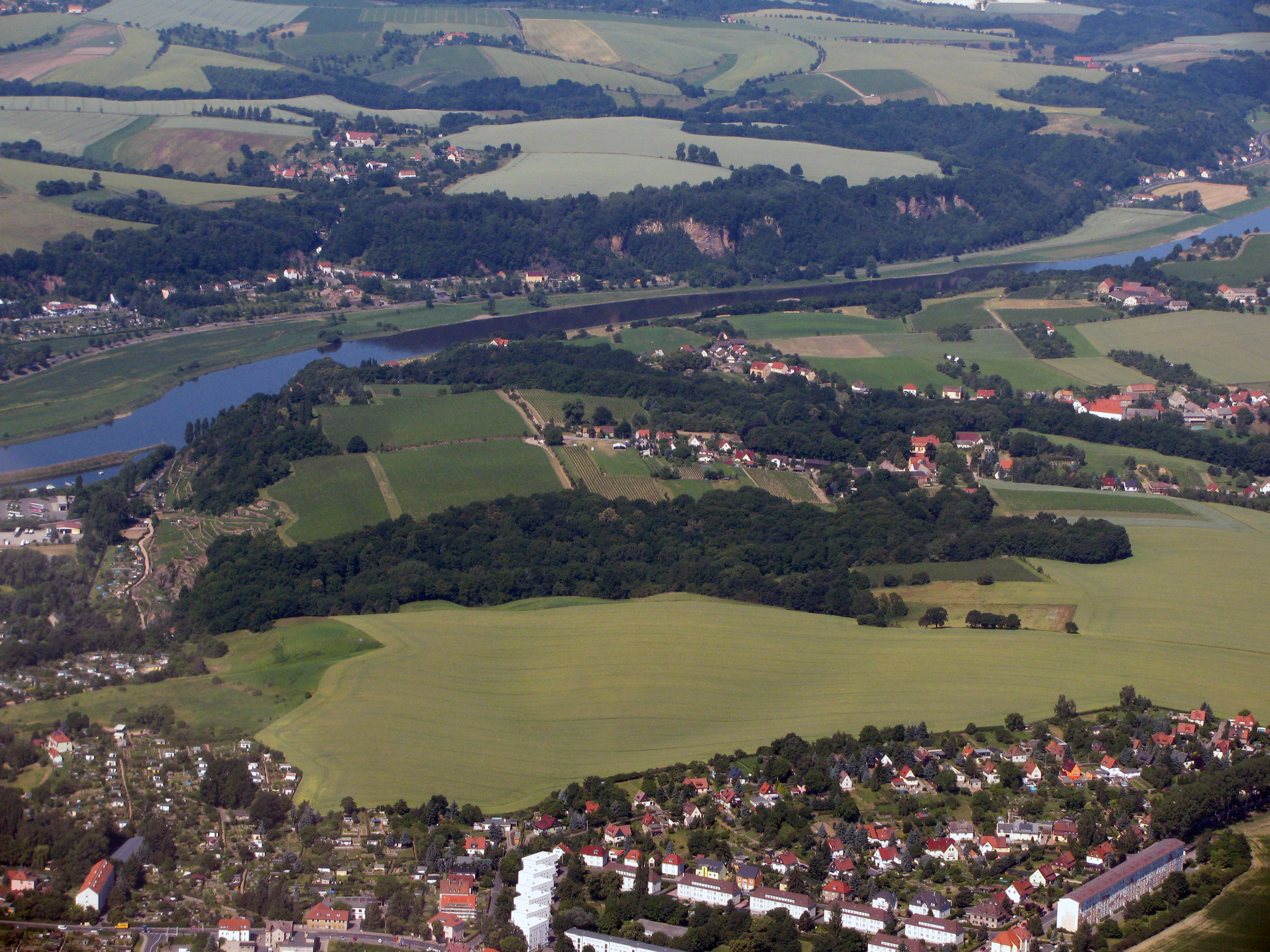
Bewaldete Hänge des Knorrgrundes und des Heiligen Grundes bei Proschwitz

Das FFH-Gebiet befindet sich im Naturraum Großenhainer Pflege und berührt das SPA-Gebiet (Special Protection Area) Elbtal zwischen Schöna und Mühlberg. Städte und Gemeinden im Gebiet sind Meißen, Coswig und Diera-Zehren. Das Gebiet liegt im forstlichen Wuchsgebiet Westlausitzer Platte und Elbtalzone. Die Höhe des Gebietes liegt zwischen Elbniveau und Höhenlagen von etwa 100 Metern in den Steinbruchsohlen bei Kleinzadel bis 182 Meter auf der Boselspitze.

## Beschreibung
Das Gebiet besteht vor allem aus anthropogenen Sonderflächen (zahlreiche Steinbrüche parallel zum Elbverlauf), Laubmischwald, Wirtschaftsgrünland sowie Grün- und Freiflächen. Schutzwürdig ist das „vielfältige Mosaik unterschiedlichster Trockenbiotope und seltener Lebensraumtypen, Habitat für zahlreiche seltene und gefährdete, wärmeliebende Tier- und Pflanzenarten, Eremitvorkommen“.
Das FFH-Gebiet besteht aus fünf Einzelgebieten (aufgelistet von Westen nach Osten):

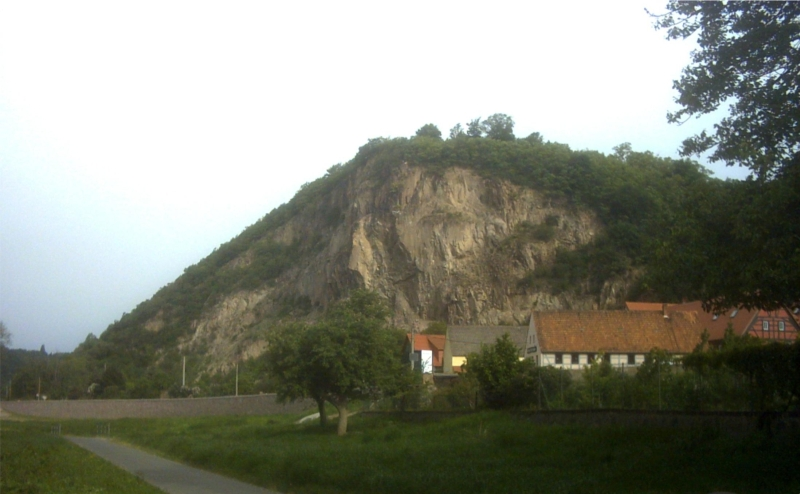
Deutsche Bosel

- Elbhänge bei Zadel: Beginnt zwischen dem Hungerberg nördlich von Kleinzadel, führt über die Hänge südlich von Zadel und endet etwa 100 Meter vor der Straße zwischen Diera und der Karpfenschänke. Zu diesem Einzelgebiet gehören viele aufgelassene Steinbrüche am zum Teil bewaldeten Elbhang.
- Elbhänge bei Karpfenschänke: Von vielen alten Steinbrüchen durchsetzter Elbhang oberhalb der Karpfenschänke bis zur Knorre, einem granitenen Felsmassiv, das früher wie eine Barriere für den Schiffsverkehr weit in die Elbe ragte.
- Knorrgrund und Heiliger Grund: Diese Teilfläche umfasst vorwiegend bewaldete Hänge des Knorrgrundes und des Heiligen Grundes bei Proschwitz sowie den größtenteils sehr steilen und felsigen Elbhang, der die beiden Gründe verbindet.
- Römische Bosel: Besteht aus dem überwiegend bewaldeten Berg Römische Bosel im Spaargebirge südöstlich von Meißen.
- Deutsche Bosel: Diese Teilfläche befindet sich ebenfalls im Spaargebirge. Dazu gehört der Berg Deutsche Bosel (mit Waldflächen und Weinbergen), dem zur Technischen Universität Dresden gehörenden Boselgarten und der steilen, felsigen Boselspitze.

Von besonderer Bedeutung sind auf Grund ihrer Seltenheit in Sachsen die an kalk- oder basenreiche Substrate gebundenen Kalk-Trockenrasen, Kalktuff-Quellen und basophilen Pionierrasen. Letztere sind am besten im Gebiet an der Knorre ausgebildet. Der markanteste Kalk-Trockenrasen liegt entlang der Rottewitzer Steinbrüche. Nur in fünf anderen FFH-Gebieten Sachsens kommen Kalktuff-Quellen vor, dabei ist die Quelle im Gebiet eine der am besten ausgebildeten Kalktuff-Quellen des Freistaates.
Im Einzelnen sind im Gebiet acht Lebensraumtypen gemeldet:
- 6110 Basophile Pionierrasen
- 6210 Kalk-Trockenrasen
- 6510 Flachland-Mähwiesen
- 7220 Kalktuff-Quellen
- 8230 Silikatfelskuppen mit Pioniervegetation
- 91E0 Erlen-Eschen- und Weichholzauenwälder
- 9170 Labkraut-Eichen-Hainbuchen-Wälder
- 9180 Schlucht- und Hangmischwälder

## Flora und Fauna

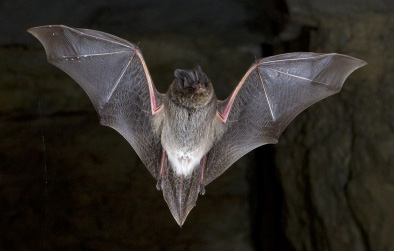
Mopsfledermaus

Das FFH-Gebiet Bosel und Elbhänge nördlich Meißen ist ein Habitat unter anderem der Mopsfledermaus, des Großen Mausohrs, des Fetthennen-Bläulings, des Eremiten und des Schmetterlings „Russischer Bär“. Pflanzen von landesweiter Bedeutung sind unter anderem das Blaugrüne Labkraut, das Schönastmoos, die Wiesen-Kuhschelle, der Blaue Lattich und der Aufrechte Ziest.

## Geologie
Der Gesteinsuntergrund des FFH-Gebietes gehört zum Meißener-Massiv, wobei ein Biotit-Granodiorit die für das Gebiet am weitesten verbreitete Gesteinsart darstellt. Überlagert wird hier der Gesteinskomplex des Massivs von einer Lößdecke aus dem Pleistozän, welche sich vor allem auf den Plateaus bis zu 15 Meter stark erhalten hat.
Die Hauptbodenform des Gebietes ist Löß-Parabraunerde, teilweise Löß-Rendzina, zur Elbe hin deutlich grundwasserbeeinflusst. Die Bodentypen wechseln zu Gley, Amphigley, Vega und Vegagley.
Die Elbe hat sich bei nordwestlicher Fließrichtung tief in das Grundgebirge eingeschnitten und das sehr markante Durchbruchstal bei Meißen geschaffen, das die Dresdner Elbtalweitung nach Norden begrenzt.